# Алкілоліз
Алкіло́ліз (рос. алкилолиз, англ. alkylolysis) — реакція розщеплення хімічних зв'язків С-С в алканах під дією суперкислот (наприклад, магічною кислотою FSO3H·SbF5), з якою конкурує С-H-розщеплення (трет-C-H > >C-C > втор- i перв-С-H).
Побічні продукти включають ізомерні вуглеводні С4 і С5, що утворюються внаслідок алкілування зв'язку С—С (алкілоліз). Не було виявлено 2,2-диметилбутану, основного продукту звичайного каталізованого кислотою алкілування, що є чітким свідченням переважно неізомеризуючих умов реакції.